# Gerard van Brussel
Gerard van Brussel (Latijn: Gerardus Bruxellensis) was een vroeg-dertiende-eeuwse meetkundige en filosoof. Over zijn leven is niets geweten, behalve dat hij magister was aan de Artesfaculteit van de Universiteit van Parijs. Hij staat bekend om zijn Latijnse boek Liber de motu (of Over beweging), een baanbrekende studie in de kinematica. Recent is ook een anonieme 'praktische meetkunde' uit circa 1240 aan hem toegeschreven (incipit: Artis cuiuslibet consummatio). Hij schreef ook De piramidibus, een geparafraseerde editie van het Liber de curvis superficiebus Archimenidis.

## De motu
Het boek over beweging, soms aangehaald als Liber magistri Gerardi de Brussel de Motu of Subtilitas de motu, werd in 1913 herontdekt door Pierre Duhem. Het overleeft in zes manuscripten en is geschreven ergens tussen 1187 en 1260. Deze datering is gebaseerd op het jongste werk dat in de tekst wordt aangehaald (De quadratura circuli, een Archimedesvertaling van Gerard van Cremona) en op het oudste werk waarin De Motu is vermeld (de Biblionomia van Richard de Fournival). Waarschijnlijk is 1250 een goede benadering.
In De motu stelt Gerard zich tot doel om de snelheid te berekenen van uitgestrekte lichamen die uniforme draaibewegingen om hun as maken en waarvan de verschillende onderdelen dus bewegen met ongelijke snelheid. Sinds de dood van Archimedes in 212 v.Chr. was hij de eerste om zich terug te verdiepen in uniforme beweging. Hij splitste zijn werk op in drie delen: eerst draaiende lijnen, dan oppervlakken en ten slotte vaste lichamen. Tot zijn originele inzichten behoorde een theoretische methode om de gemiddelde beweging te berekenen, die heel gelijkaardig was aan deze van de "ondeelbaarheden", vele eeuwen later gevonden door Bonaventura Cavalieri. Zijn boek is beschreven als "de eerste Latijnse verhandeling die de fundamentele aanpak van de kinematica koos, die de moderne kinematica kenmerkt." Het droeg bij aan het terug onder de aandacht brengen van Euclides en Archimedes in Europa en had een directe invloed op de Oxford Calculators (vier kinematici van Merton College) in de volgende eeuw. Gerard is geciteerd door Thomas Bradwardine in zijn Tractatus de proportionibus velocitatum (1328). Zijn belangrijkste bijdrage was dat hij afstand nam van de Griekse wiskunde en dichter opschoof naar het begrip van "een verhouding van twee ongelijke grootheden zoals afstand en tijd", wat de manier is waarop de moderne natuurkunde het begrip snelheid omschrijft.
Na de herontdekking door Duhem werd De motu vermeld door Gustaf Eneström, maar het duurde nog tot 1956 vóór Clagett een eerste kritische uitgave verzorgde (herzien in 1984).